# 斯特凡·内格里尚
斯特凡·内格里尚（羅馬尼亞語：Ștefan Negrișan，1958年9月9日—），罗马尼亚男子摔跤运动员。他曾代表罗马尼亚参加世界摔跤锦标赛，获得一枚金牌和一枚铜牌。他也曾参加1984年夏季奥林匹克运动会。